# Polska Futbol Liga
Polska Futbol Liga (oficjalny skrót PFL) – rozgrywki ligowe futbolu amerykańskiego w Polsce, wyłaniające mistrza kraju w tej dyscyplinie sportu, utworzone w 2021 r., składające się z dwóch szczebli rozgrywek seniorskich oraz rozgrywek juniorskich.

## Historia
Polską Futbol Ligę założono w 2021 r., po rozpadzie dotychczasowych rozgrywek ligowych: Polskiej Ligi Futbolu Amerykańskiego (PLFA) i Ligi Futbolu Amerykańskiego (LFA). Pierwszy mecz PFL rozegrano 17 kwietnia 2021 o godz. 14:00 w Tychach pomiędzy Tychami Falcons a Warsaw Eagles (zakończony wynikiem 41:3).

## System rozgrywek
Rozgrywki Polskiej Futbol Ligi składają się z czterech poziomów:
- PFL
- PFL2
- PFL9
- PFLJ

## Nazwa i logo
Nazwa Polskiej Futbol Ligi nawiązuje do lig: Austrian Football League (Austria), Canadian Football League (Kanada), German Football League (Niemcy) oraz National Football League (Stany Zjednoczone). Logo oraz tożsamość marki PFL są silnie powiązane z Rzeczpospolitą Polską. Ich twórcą jest Kamil Doliwa z Lunatic Agency. Na logotypie widnieją:
- herb nawiązujący do granic Polski
- flaga Polski
- piłka do futbolu amerykańskiego

## Triumfatorzy
| Sezon | Liczba drużyn           | 1. miejsce           | 2. miejsce              | MPJ                  |
| ----- | ----------------------- | -------------------- | ----------------------- | -------------------- |
| 2021  | 40 (32 + 8 juniorskich) | Bydgoszcz Archers    | Tychy Falcons           | Lowlanders Białystok |
| 2022  | 32 (24 + 8 juniorskich) | Lowlanders Białystok | Kraków Kings            | Kraków Kings         |
| 2023  | 31 (23 + 8 juniorskich) | Lowlanders Białystok | Silesia Rebels Katowice | Panthers Wrocław     |
| 2024  |                         | Warsaw Eagles        | Lowlanders Białystok    | Warsaw Mets          |